# Sprent Dabwido
Sprent Jared Dabwido (Nauru, 16 de septiembre de 1972-Armidale, Nueva Gales del Sur, 8 de mayo de 2019) fue un político nauruano, presidente de Nauru desde el 15 de noviembre de 2011 hasta el 11 de junio de 2013.

## Antecedentes
Era pariente cercano del exparlamentario Audi Dabwido, que trabajó como el primer Parlamento de Nauru en 1968.

## Como parlamentario
Fue elegido como parlamento de las elecciones generales en 2004, derrotando a Nimrod Botelanga para ganar las elecciones de Meneng. Reelegido posteriormente en 2007 y 2008, fue miembro de la facción parlamentaria de Marcus Stephen, y nombrado ministro de Telecomunicaciones en el gobierno de Stephen. Anunció la introducción de los teléfonos móviles en Nauru en 2009.

## Como presidente
Dimitió el 10 de noviembre de 2011 y fue reemplazado por otro miembro de su función, Freddie Pitcher. En la reunión del parlamento del 15 de noviembre Dabwido anunció que se había unido a la oposición. Presentó una moción de censura contra Freddie Pitcher, que prosperó, siendo elegido presidente por nueve votos a favor y ocho en contra.
Dabwido no se presentó a la reelección, y fue reemplazado por Baron Waqa tras las elecciones parlamentarias de 2013.